# Contea di Fannin (Georgia)
La contea di Fannin (in inglese Fannin County) è una contea dello Stato della Georgia, negli Stati Uniti. La popolazione al censimento del 2000 era di 19 798 abitanti. Il capoluogo di contea è Blue Ridge.